# Dawid Kwiatkowski
Dawid Piotr Kwiatkowski (* 1. leden 1996 Gorzów Wielkopolski, Lubušské vojvodství, Polsko) je polský zpěvák. Je laureátem MTV Europe Music Award za nejlepší polský a evropský počin. Jeho bratr Michał Kwiatkowski je také zpěvák.

## Umělecká činnost
Dne 19. července 2013 měl premiéru jeho debutový singl s názvem „Biegnijmy“. Kompozice vyšlo pod vydavatelstvím HQT Music Group a produkce se ujala Adi Owsianik Group. Dne 29. října 2013 získal dvě sošky v kategoriích Modny Debiut ESKA.pl a Objev roku během galavečera Glam Awards 2013, který se konal v Primaciálním paláci ve Varšavě.
Dne 19. listopadu téhož roku vydal své debutové album s názvem 9893, které produkoval Paweł Gawlik. Materiál na desce vyšel pod vydavatelstvím My Music. Deska debutovala na prvním místě v oficiálním seznamu prodejnosti OLiS.
Dne 12. ledna 2014 vystoupil během koncertu u příležitosti XXII Velkého orchestru vánoční pomoci ve městě Zawiercie. V rámci koncertu obdržel sošku za Objev roku a kopii svého debutového alba. V dubnu 2014 byl velvyslancem reklamní kampaně na kosmetiku značky Garnier, který vytvořila L’Oréal Polska. Dne 28. května téhož roku vydal akustické album s názvem 9893 Akustycznie, které obsahuje písně z debutové desky, ale v akustické úpravě. Dne 19. listopadu 2014 vydal své druhé album Pop & Roll. Dne 2. prosince 2015 bylo vydáno třetí album s názvem Element trzeci. Album byl ohrášeno skladbou „Droga“.
V březnu 2014 se zúčastnil pořadu Dancing with the Stars. Taniec z gwiazdami, který vysílala stanice Polsat. Jeho taneční partnerkou byla Janja Lesar. Dvojice nakonec obsadila třetí místo v semifinále soutěže. Na stejné stanici byl také porotcem v pořadu SuperDzieciak. Hudebník je také vlastníkem oděvní značky #9893.

## Diskografie

### Alba
| Rok  | Detaily                                                                                                   | Umístění v žebříčku | Certifikace            | Prodej         |
| Rok  | Detaily                                                                                                   | POL                 | Certifikace            | Prodej         |
| ---- | --- | ------------------- | ---------------------- | -------------- |
| 2013 | 9893 - Datum vydání: 19. listopad 2013 - Vydavatelství: My Music - Formát: CD, digital download           | 1                   | - POL: zlatá deska     | - POL: 15 000+ |
| 2014 | 9893 Akustycznie - Datum vydání: 28. květen 2014 - Vydavatelství: My Music - Formát: CD, digital download | 2                   |                        |                |
| 2014 | Pop & Roll - Datum vydání: 19. listopad 2014 - Vydavatelství: My Music - Formát: CD, digital download     | 1                   | - POL: platinová deska | - POL: 30 000+ |
| 2015 | Element trzeci - Datum vydání: 2. prosinec 2015 - Vydavatelství: My Music - Formát: CD, digital download  | 4                   |                        |                |

### Singly
| Rok  | Název                                                   | Album            |
| ---- | ------------------------------------------------------- | ---------------- |
| 2013 | „Biegnijmy”                                             | 9893             |
| 2013 | „Jak zapomnieć”                                         | —                |
| 2013 | „Na zawsze”                                             | 9893             |
| 2014 | „Mój świat” (Acoustic Version; hostující: Patryk Kumór) | 9893 Akustycznie |
| 2014 | „Nie zmienisz mnie (Young Stars)”                       | Young Stars      |
| 2014 | „Tylko raz” (& Fani)                                    | —                |
| 2014 | „Jak to?”                                               | Pop & Roll       |
| 2014 | 21 Allstars – „Kocham te święta”                        | —                |
| 2015 | „Szkoła”                                                | —                |
| 2015 | „Droga”                                                 | Element trzeci   |

### Videoklipy
| Rok  | Název                            | Album            | Ref.   |
| ---- | -------------------------------- | ---------------- | ------ |
| 2013 | „Jak zapomnieć”                  | —                | [ 32 ] |
| 2013 | „Biegnijmy”                      | 9893             | [ 33 ] |
| 2013 | „Na zawsze”                      | 9893             | [ 34 ] |
| 2013 | „Tathagata”                      | 9893             | [ 35 ] |
| 2014 | „Mój świat”                      | 9893 Akustycznie | [ 36 ] |
| 2014 | „Tylko raz”                      | —                | [ 37 ] |
| 2014 | „Obudź się”                      | —                | [ 38 ] |
| 2014 | „Uwierz”                         | —                | [ 38 ] |
| 2014 | „Krótka chwila”                  | —                | [ 38 ] |
| 2014 | „Nie zmienisz mnie”              | Pop & Roll       | [ 39 ] |
| 2014 | „Jak to?”                        | Pop & Roll       | [ 40 ] |
| 2014 | 21 Allstars – „Kocham te święta” | —                | [ 41 ] |
| 2015 | „Szepczę”                        | Pop & Roll       | [ 42 ] |
| 2015 | „Szkoła”                         | —                | [ 43 ] |
| 2015 | „Afraid”                         | Pop & Roll       | [ 44 ] |
| 2015 | „Nasze miasto”                   | Pop & Roll       | [ 45 ] |
| 2015 | „Droga”                          | Element trzeci   | [ 46 ] |
| 2016 | „Yin Yang”                       | Element trzeci   | [ 47 ] |

## Ocenění a nominace
| Rok  | Soutěž                               | Kategorie               | Výsledek   |
| ---- | ------------------------------------ | ----------------------- | ---------- |
| 2013 | Glam Awards 2013                     | Módní debut Eska.pl     | Vítězství  |
| 2013 | Glam Awards 2013                     | Objev roku              | Vítězství  |
| 2014 | Nickelodeon Kids’ Choice Awards 2014 | Oblíbená polská hvězda  | Vítězství  |
| 2014 | Plejada Top Ten 2014                 | Debut roku              | Nominace   |
| 2014 | Plejada Top Ten 2014                 | Cena čtenářů Plejady    | Vítězství  |
| 2014 | MTV Europe Music Awards 2014         | Nejlepší polský počin   | Vítězství  |
| 2014 | MTV Europe Music Awards 2014         | Nejlepší evropský počin | Vítězství' |
| 2014 | MTV Europe Music Awards 2014         | Nejlepšín světový počin | Nominace   |
| 2015 | SuperJedynki                         | SuperAlbum (Pop & Roll) | Nominace   |
| 2015 | SuperJedynki                         | SuperArtysta            | Nominace   |
| 2015 | Nickelodeon Kids’ Choice Awards 2015 | Oblíbená polská hvězda  | Vítězství' |